# Bert Sakmann
Bert Sakmann (Stuttgart, 1942. június 12. –) német sejtfiziológus. 1991-ben Erwin Neherrel együtt elnyerte az orvostudományi Nobel-díjat "a sejtek ioncsatornáinak működését illető felfedezéseiért".

## Tanulmányai
Bert Sakmann 1942. június 12-én született Stuttgartban Bertold Sakmann színigazgató és Annamarie Schaefer fizikoterapeuta két gyereke közül az idősebbikként. Mindkét nagyapja orvos volt; az anyai nagyapja Sziám királyát kezelte, anyja is Bangkokban jött a világra. Gyerekkorát Lindauban, a Boden-tó partján töltötte, itt is kezdte el az általános iskolát. Középiskolába már a stuttgarti Wagenburg Gymnasiumba járt. Az iskolában leginkább a fizika érdekelte, otthon pedig hajó- és repülőgépmodelleket épített. Mérnöknek készült, de a gimnázium utolsó évében, 1961-ben olvasott a kibernetika biológiai alkalmazásáról, és onnantól kezdve az kötötte le az érdeklődését. Nem tudott dönteni, hogy fizikát vagy biológiát tanuljon-e és végül 1967-ben a Tübingeni Egyetem orvosi szakára iratkozott be. Az általános gyakorlat szerint többször váltott egyetemet, sorra tanult Freiburg, Berlin, Párizs, majd végül München orvosi egyetemein. Utóbbi helyen szerezte meg orvosi diplomáját.
Szakdolgozatát a müncheni Max Planck Pszichiátriai Intézet idegélettani laboratóriumában, Otto Creutzfeldtnél kezdte írni. Creutzfeldt az agy vizuális mintázatfelismerését kutatta és ebben szorosan együttműködött a Müncheni Műszaki Egyetem villamosmérnökeivel és informatikusaival. Miután három évig vizsgálta a macska szemének adaptációját a fényhez, Sakmann rájött, hogy a központi idegrendszer működésének megértéséhez szüksége van az idegsejtek és szinapszisaik részletesebb ismeretére. Egy nyári tanfolyamon meghallgatta Bernard Katz előadását az ideg-izom kapcsolódásról, majd miután az intézetben Erwin Nehertől megtanulta a szinapszisok vizsgálatának technikáját, három évet töltött az University College Londonban, Katz  laboratóriumában. Igen mozgalmas időszak volt ez az idegélettan területén, ekkor kezdték tisztázni a szinapszis működésének molekuláris hátterét. Sakmann Londonban készítette el disszertációját, amit 1974-ben védett meg a Göttingeni Egyetemen.

## Tudományos munkássága
Ugyanebben az évben Otto Creutzfeldt felajánlott neki egy laboratóriumot a göttingeni Max Planck Biofizikai Kémiai Intézetben. Korábbi ismerőse, Erwin Neher is az ebbe az intézetbe ment át és a két kutató együtt kezdett el dolgozni az idegvégződés acetil-kolin által aktivált ioncsatornáinak jellemzésén. Közösen kifejlesztették a folt-feszültségzár (patch clamp) módszert, ahol egy üveg mikropipettát a sejt felszínére illesztve egyetlen ioncsatornát izolálni tudtak, és aztán képesek voltak mérni annak elektromos változásait. A módszerrel karakterizálták a különböző sejtek egyes ioncsatorna-típusait. Génsebészeti módszerrel karmosbéka petesejtjébe (ami kellően nagy ahhoz, hogy kényelmesen kezelni tudják) bevitték az ioncsatorna-fehérjék génjeit és kísérleteket végeztek a különböző típusok alkatrészeiből összeállított csatorna-struktúrákkal. Ezzel meg tudták határozni, hogy  mely fehérjék és azok mely doménjei szükségesek feltétlenül az ioncsatorna működéséhez.
Bert Sakmann és Erwin Neher 1991-ben orvostudományi Nobel-díjban részesült a folt-feszültségzár technika kifejlesztéséért.
Későbbi kísérleteiben az agy neuronjainak szinapszisait kutatta. Mivel ebben a munkában igen nagy szerepet játszottak a molekuláris biológiai technikák, tizennégy évnyi göttingeni tartózkodás után 1988-ban Heidelbergbe, a Max Planck Orvostudományi Kutatóintézetbe költözött, ahol Németország legnagyobb molekuláris biológiai központja működött. 1989-ben az intézet professzorává és a sejtélettani részleg vezetőjévé, 1991-ben pedig az intézet igazgatójává nevezték ki.
2008-ban visszatért Münchenbe, ahol a neurobiológiai intézet egyik kutatócsoportját vezette. Egy évvel később tagja lett annak a csoportnak, amely az Egyesült Államokban, a floridai Jupiterben hozott létre egy kutatóintézetet a Max Planck Társaság égisze alatt. Ez a munka 2012-ig tartott.
2016 februárjában elvállalta a Szegedi Tudós Akadémia képzési programjának vezetését. 

## Díjai
- 1991 Harvey-díj
- 1991 Fiziológiai és orvostudományi Nobel-díj
- 1989 a Gairdner Alapítvány díja
- 1987 Gottfried Wilhelm Leibniz-díj
- 1986 Louisa Gross Horwitz-díj (Columbia Egyetem)
- 1983 Spencer-díj (Columbia Egyetem)
- 1982 Magnes-díj (Jeruzsálemi Héber Egyetem)
- 1979 a brit Feldberg Alapítvány díja
- 1977 Nernst-díj (Német Fiziko-kémiai Társaság)

1993 óta az amerikai Nemzeti Tudományos Akadémia, 1994 óta pedig a brit Royal Society tagja. 

## Családja
Bert Sakmann még az egyetemi évei alatt ismerkedett meg leendő feleségével, Christianével. Felesége sikeres gyermek-szemészorvos, Sakmann tréfásan úgy nyilatkozott, hogy Göttingenben és Heidelbergben a legtöbben csak "a szemész férjeként" ismerik őt. Két fiuk és egy lányuk született. 